# Cornelius Müller Hofstede

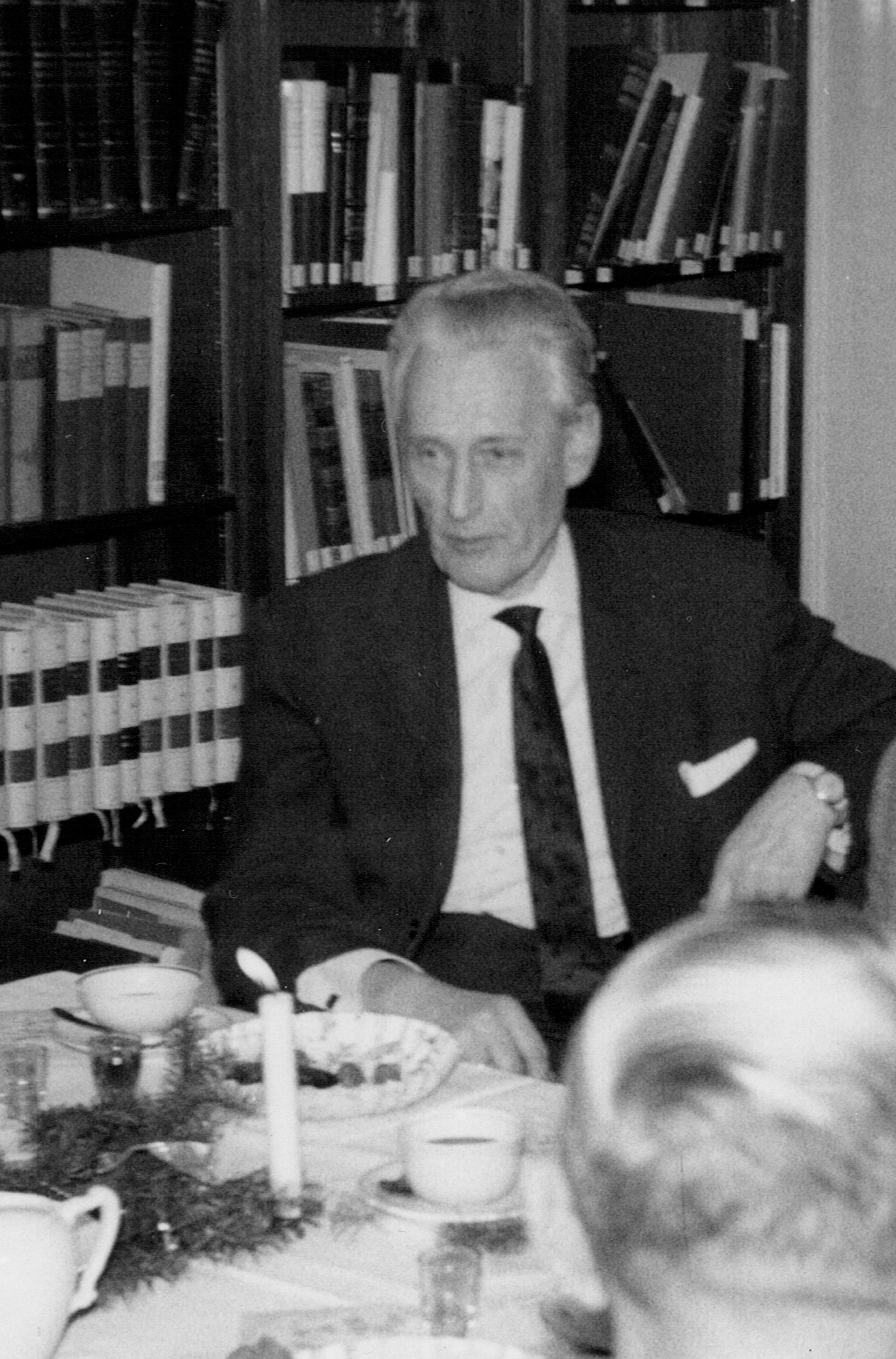
Cornelius Müller Hofstede (Foto 1963)

Cornelius Müller Hofstede (* 2. Februar 1898 in Geisa; † 29. Juli 1974 in Berlin) war ein deutscher Kunsthistoriker und Museumsleiter. Er war von 1957 bis 1963 Direktor der Gemäldegalerie in West-Berlin.

## Leben
Cornelius Müller Hofstede wurde als Sohn des Pfarrers Müller geboren. Seine Mutter war eine Schwester des niederländischen Gelehrten Cornelis Hofstede de Groot (1863–1930). Einer seiner Söhne war der Kunsthistoriker Justus Müller Hofstede (1929–2015).
Er legte 1918 in Weimar die Reifeprüfung ab. Anschließend studierte er in München bei Heinrich Wölfflin sowie in Wien und Berlin und wurde 1924 in Berlin bei dem Kunsthistoriker Adolph Goldschmidt mit einer Dissertation unter dem Titel „Beiträge zur Geschichte des biblischen historischen Bildes im 16. und 17. Jahrhundert in Holland“ promoviert. Schon damals arbeitete er zeitweise bei seinem Onkel Hofstede de Groot in Den Haag. In den Folgejahren veröffentlichte er mehrere Studien zur holländischen Barockmalerei, die ihn als vorzüglichen Kenner dieser Periode ausweisen.
Nach einer Volontärzeit am Bayerischen Nationalmuseum in München und an den Staatlichen Museen in Berlin bei Wilhelm von Bode übernahm er in den Jahren 1927 bis 1934 eine Tätigkeit als Assistent und Oberassistent am Kunsthistorischen Seminar der Berliner Universität bei Adolph Goldschmidt und Albert Erich Brinckmann. Er wählte nachfolgend den Namen Müller Hofstede um Verwechslungen mit Kollegen auszuschließen.
1934 entschied er sich für den Museumsdienst und übernahm eine kommissarische Anstellung am Schlesischen Museum der Bildenden Künste in Breslau, zwei Jahre später erfolgte seine Ernennung zum Leitenden Direktor. In seiner Amtszeit erfolgte 1937 im Rahmen der deutschlandweiten konzertierten Aktion „Entartete Kunst“ die Beschlagnahme einer großen Zahl von Werken der bildenden Kunst aus dem Bestand des Museums. Am 23. September 1937 beantragte er die Aufnahme in die NSDAP und wurde rückwirkend zum 1. Mai desselben Jahres aufgenommen (Mitgliedsnummer 5.825.002).
In seiner Amtszeit sind einige interessante Ausstellungen hervorzuheben, die neben der schlesischen Malerei des 16. Jahrhunderts besonders der deutschen Malerei des 19. Jahrhunderts gewidmet waren, unter anderem Caspar David Friedrich, Carl Blechen und Adolph Menzel. Das Breslauer Museum war als staatliches zentrales Kulturinstitut auch mit der Betreuung und Erfassung privater Kunstsammlungen in Schlesien beschäftigt und erwarb Kenntnisse, welche die nationalsozialistische Diktatur im Hinblick auf Devisengewinne und Kriegsvorbereitungen zu nutzen gedachte. Hier ging es in erster Linie um jüdischen Kunstbesitz, für dessen wertrelevante und materielle Sicherung Müller Hofstede als Direktor verantwortlich war. Insofern hat er – soweit die einschlägigen Akten ein Urteil erlauben – „maßgeblich und aktiv die Verwertung ehemals jüdischen Kunstbesitzes“ unterstützt. Müller Hofstedes Tätigkeit in Breslau endete 1944 mit seiner Einberufung zum Kriegsdienst.
Mit dem Kriegsende musste Müller Hofstede Breslau verlassen und fand 1945 nach einer Zwischenstation in Weimar am Goethe- und Schiller-Archiv einen neuen Wirkungskreis am Herzog Anton Ulrich-Museum in Braunschweig, wo er 1947 Leiter der Gemäldegalerie wurde und 1955 Direktor des Museums wurde. Die Braunschweiger Sammlungen verdanken seiner wissenschaftlichen Aktivität zahlreiche Untersuchungen, die vor allem den Bildern Rembrandts und seines Kreises galten. Desgleichen publizierte er wichtige Ergebnisse zur Bestimmung des berühmten Selbstporträts Giorgiones.
Die Krönung seiner beruflichen Laufbahn begann mit der 1957 erfolgten Berufung zum Direktor der Gemäldegalerie der Ehemals Staatlichen Museen in West-Berlin, die sich damals infolge der Teilung der Stadt in Dahlem befand. Die Rückkehr nach Berlin und zu den Anfängen seiner Ausbildung bedeutete auch eine Herausforderung für die Ziele seiner Forschungen, welche nun vornehmlich auf Rembrandt gerichtet waren. Die Genese und Rekonstruktion von Rembrandts Gemälde „Die Verschwörung der Bataver unter Claudius Civilis“ im Schwedischen Nationalmuseum in Stockholm bildete dabei einen besonderen Schwerpunkt.
Müller Hofstede war Mitglied der Historischen Kommission für Schlesien. Von 1961 bis 1970 war er Vorsitzender der Kunstgeschichtlichen Gesellschaft zu Berlin.
Cornelius Müller Hofstede wurde auf dem Waldfriedhof Zehlendorf (Feld 043) beigesetzt. Die Grabstätte ist verwaist.

## Publikationen (Auswahl)
- Abraham Bloemaert als Landschaftsmaler. In: Oud Holland 44, 1927, S. 193–208.
- mit Iohan Quirijn van Regteren Altena: Der Maler Jacob van Geel. In: Jahrbuch der preußischen Kunstsammlungen 52, 1931, S. 187–188.
- Bemerkungen zu Michael Willmanns Landschaftskunst. In: Der Oberschlesier 19, 1937, S. 245–247.
- Monumentale Glasgemälde von Ludwig Peter Kowalski in Schlesien (1940)
- Ausstellung von fünf Glasmalereien mit verschiedenen Entwürfen für Gobelins und Mosaiken, einer Applikationsarbeit und ausgewählter Gemälde von Ludwig Peter Kowalski anlässlich seines fünfzigsten Geburtstages (1941)
- Hinter Drahtzaun und Bahnschranke: zur Ausstellung von Professor Alexander Olbricht im Schlesischen Museum der bildenden Künste in Breslau (1941)
- Rembrandts Familienbild und seine Restaurierung (= Kunsthefte des Herzog Anton Ulrich-Museums 7). Braunschweig 1952.
- HdG 409. Eine Nachlese zu den Münchener Civilis-Zeichnungen. In: Kunsthistorisk Tidskrift 25, 1956, S. 42–55.
- Untersuchungen über Giorgiones Selbstbildnis in Braunschweig. In: Mitteilungen des Kunsthistorischen Institutes in Florenz 8, 1957, S. 13–34.
- Zwei schlesische Madonnen von Lucas Cranach: eine Erinnerung. Kulturwerk Schlesien, Würzburg 1958.
- Das Selbstbildnis des Lucas van Leyden im Herzog Anton Ulrich-Museum in Braunschweig. In: Festschrift Friedrich Winkler, Berlin 1959, S. 221–238.
- Das Stuttgarter Selbstbildnis von Rembrandt. In: Pantheon 1963, S. 65–100.
- Michael Willmann. Die Jakobsleiter. In: Schlesien, 1965, S. 193–201.
- Zur Genesis des Claudius Civilis-Bildes. In: Otto von Simson, Jan Kelch (Hrsg.): Neue Beiträge zur Rembrandt-Forschung, Berlin 1973, S. 12–30, 41–43.